# Psectrosema album
Psectrosema album är en tvåvingeart som beskrevs av Gagne 1996. Psectrosema album ingår i släktet Psectrosema och familjen gallmyggor.
Artens utbredningsområde är Frankrike. Inga underarter finns listade i Catalogue of Life.